# Consiglio Nazionale per la Difesa della Democrazia - Forze per la Difesa della Democrazia
Il Consiglio Nazionale per la Difesa della Democrazia - Forze per la Difesa della Democrazia (in kirundi Inama y'abanyagihugu baharanira demokarasi; in francese Conseil national pour la défense de la démocratie-Forces pour la défense de la démocratie - CNDD-FDD) è un partito politico del Burundi.
Il CNDD-FDD fu fondato nel 1994, un anno dopo l'assassinio del presidente democraticamente eletto Melchior Ndadaye di etnia Hutu ed era il gruppo ribelle più importante coinvolto nella guerra civile in Burundi. Il CNDD costituiva l'ala politica mentre l'FDD quella militare. L'ala politica era controllata da intellettuali Hutu provenienti dalla regione meridionale di Bururi guidati da Leonard Nyangoma. Quella combattente accoglieva truppe provenienti da tutto il paese e nel 2001 si scisse dal CNDD-FDD. La fazione scissionista fu poi comunemente individuata come Forces pour la défense de la démocratie (FDD).
Nel 2001 il CNDD-FDD poteva contare su 15.000 ribelli guidati da Jean-Bosco Ndayikengurukiye. Nell'ottobre 2001 una parte, capeggiata da Pierre Nkurunziza, si scisse.  La fazione guidata da Nkurunziza, forte di 10-12.000 uomini, nel 2002 sottoscrisse un cessate il fuoco con il governo, ma continuò a combattere. Quella di Ndayikengurukiye, minoritaria potendo contare su circa 5.000 miliziani, nell'ottobre del 2002 firmò a sua volta un trattato di cessate il fuoco con il governo che ha sostanzialmente rispettato.
Con una cerimonia ufficiale tenutasi nel gennaio 2005, l'organizzazione è stata riconosciuta legalmente come partito politico. In occasione delle elezioni parlamentari del 4 luglio 2005, il CNDD ottenne una ottenne il 57.8% dei voti e 64 dei 118 seggi, prefigurando che i suoi rappresentanti avrebbero scelto il presidente. La loro scelta cadde su Pierre Nkurunziza e non registrò opposizione (19 agosto).

## Risultati elettorali
| Elezione         | Voti      | %     | Seggi    |
| ---------------- | --------- | ----- | -------- |
| Legislative 2005 |           |       | 64 / 118 |
| Legislative 2010 | 1.848.087 | 81,19 | 81 / 106 |
| Legislative 2015 | 1.721.629 | 74,84 | 77 / 121 |
| Legislative 2020 | 3.036.286 | 70,98 | 72 / 121 |